# Bezoya

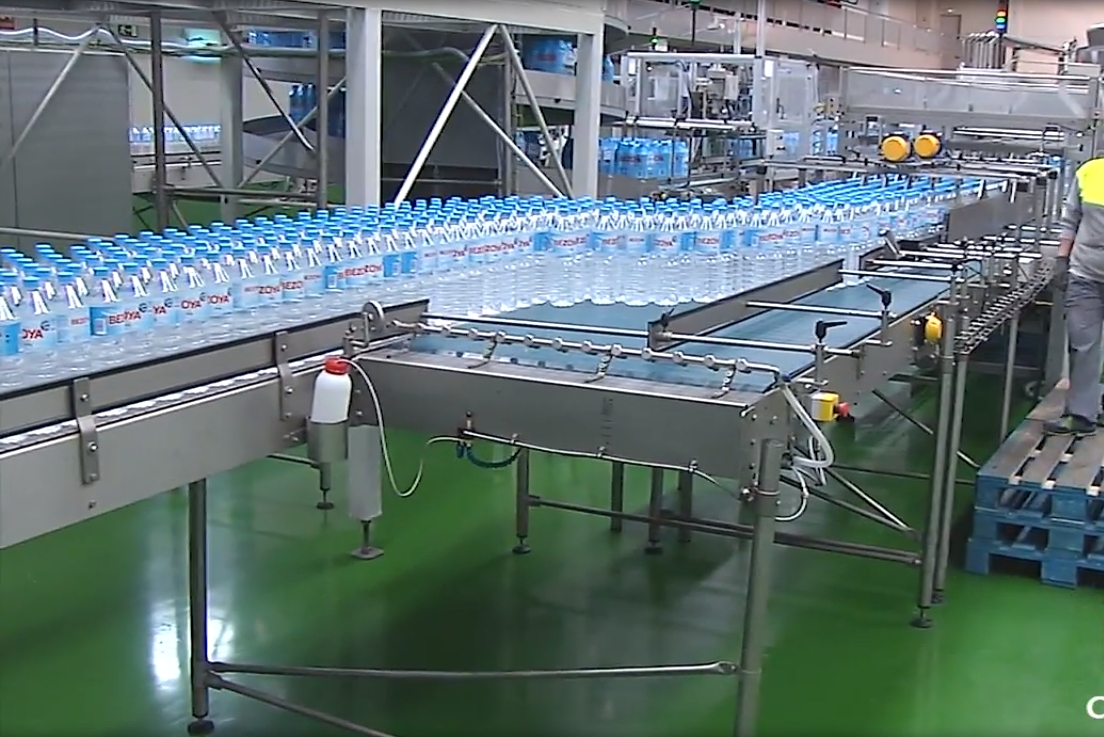
Planta de envasado de Bezoya en Ortigosa del Monte

El agua mineral Bezoya es propiedad del grupo Calidad Pascual y procede del manantial Bezoya de Ortigosa del Monte y del manantial Siete Valles río Cambrones de Trescasas, ambos municipios en la provincia de Segovia, España. Es de mineralización muy débil y está indicada para dietas pobres en sodio y la preparación de alimentos para bebés y niños de corta edad.

## Composición química
| Tipo                 | Cantidad  |
| -------------------- | --------- |
| Residuo seco a 180ºC | 27 mg/l   |
| Bicarbonatos         | <5 mg/l   |
| Cloruros             | 0,84 mg/l |
| Calcio               | 2.86 mg/l |
| Magnesio             | 0.36 mg/l |
| Sodio                | 2.04 mg/l |
| Sílice               | 9.51 mg/l |
| Nitratos             | 2,8 mg/l  |

## Premios
- Trofeo internacional de turismo y hostelería / gastronomía
- Trofeo internacional a la calidad